# Mayo (Maryland)
Pour les articles homonymes, voir Mayo.
Mayo est une census-designated place située dans le comté d'Anne Arundel, dans l’État du Maryland, aux États-Unis. Lors du recensement de 2020, elle comptait 8 832 habitants.